# فرد وايت (سياسي)
فرد وايت (بالإنجليزية: Fred White)‏ هو سياسي أسترالي، ولد في 6 فبراير 1927 في أستراليا، وتوفي في 20 أكتوبر 1973 في أستراليا. حزبياً، نشط في CountryMinded ‏.